# Grünewald (Germania)
Grünewald, in lusaziano superiore Zeleny Gozd, in lusaziano inferiore Zeleny Hózd, è un comune di 506 abitanti del Brandeburgo, in Germania.

Appartiene al circondario dell'Oberspreewald-Lusazia ed è parte dell'Amt Ruhland.